# Grabovac (ort i Kroatien, Baranja)
Grabovac är en ort i Kroatien.   Den ligger i länet Baranja, i den östra delen av landet, 210 km öster om huvudstaden Zagreb. Grabovac ligger 85 meter över havet och antalet invånare är 899.
Terrängen runt Grabovac är platt. Runt Grabovac är det glesbefolkat, med 16 invånare per kvadratkilometer. Närmaste större samhälle är Osijek, 16,6 km söder om Grabovac. Trakten runt Grabovac består till största delen av jordbruksmark.